# 月称

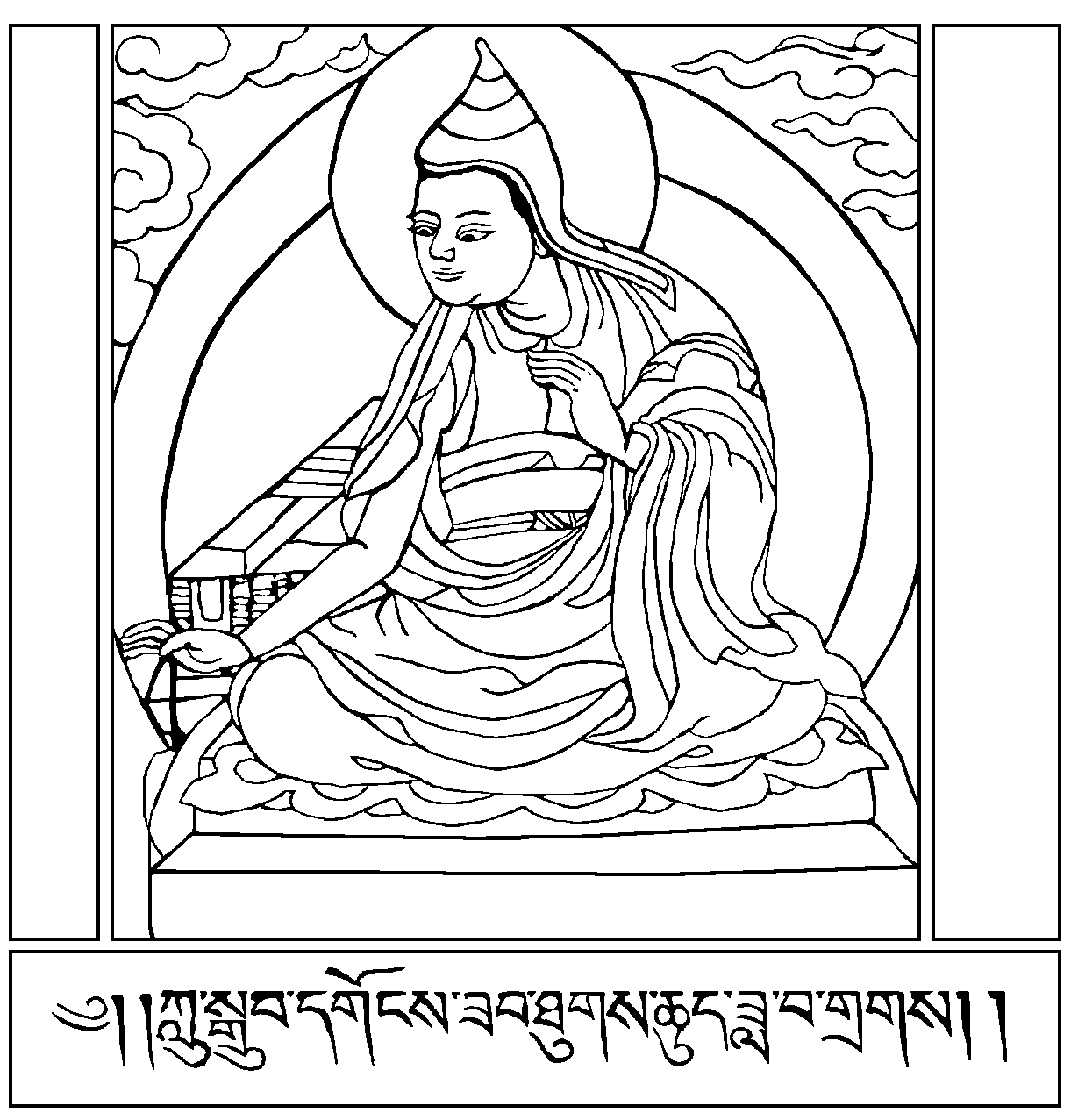
月称

月称（梵文：Candrakīrti，藏文：ཟླ་བ་གྲགས་པ།，600年—650年），大乘佛教中觀應成派论师，其代表著作為《入中论》，西藏《红史》将他列入南瞻部洲六庄严之一。

## 生平
生于南印度曼萨多婆罗门家庭，少年出家，师承佛护，弘扬佛护一系中观学说。法尊法师《入中论讲记》中载：金刚手菩萨谓宗喀巴大师言，月称论师，乃上方世界补处菩萨，发愿来此世界，弘扬中观正见……。
曾任那烂陀寺住持，与瑜伽行派论师月官进行过辩论。多罗那他《印度佛教史》说当时童谚描述了辩论：“噫嘻龙树论，有药亦有毒，慈氏无著论，是群生甘露。”

## 學說
主张性空缘起，说世俗谛和胜义谛皆无自性，采用归谬论证法，以破显宗，成為中观“随应破派”的祖師（又稱“应成派”。这派因為因明三支的宗、因、喻與他派都不同，沒有交集，所以與他派辯論時不立自宗，随他立宗，指出其自相矛盾而破，故稱“随应破”派。有自性的他宗既然被破，顯示无自性正理。)

## 著作
- 《入中論根本頌釋》（Madhyamakāvatāra-bhāṣya）[3]
- 《中觀根本明句釋》（Prasannapadā）
- 《秘密教王密集根本續明燈釋》
- 《中觀四百論釋》
- 《六十如理論釋》
- 《中觀五蘊品類論》
- 《七十空性論釋》
- 《皈依七十頌》
- 《大悲觀音前悲嘆祈禱頌》
- 《密集六加行釋》
- 《密集現觀莊嚴釋》
- 《金剛薩埵成就法》
- 《甘露漩忿怒明王成就法》
- 《聖救度母讚》等十餘部論著。

## 师承
月称出于佛护一系，佛护弟子有莲花觉，他就是莲花觉的门下。

## 外部連結
- Geshe Jampa Gyatso - Masters Program Middle Way （页面存档备份，存于）
- Joe Wilson. Chandrakirti's Sevenfold Reasoning Meditation on the Selflessness of Persons
- Candrakiirti's critique of Vijñaanavaada, Robert F. Olson, Philosophy East and West, Volume 24 No. 4, 1977, pp. 405–411
- Candrakiirti's denial of the self, James Duerlinger, Philosophy East and West, Volume 34 No. 3, July 1984, pp. 261–272
- Chandrakiirti's refutation of Buddhist idealism, Peter G. Fenner, Philosophy East and West, Volume 33 No. 3, July 1983, pp. 251–261
- "Philosophical Nonegocentrism in Wittgenstein and Chandrakirti" （页面存档备份，存于）, Robert A. F. Thurman, Philosophy East and West, Volume 30 No. 3, July 1980, pp. 321–337